# Wadotes saturnus
Wadotes saturnus är en spindelart som beskrevs av Bennett 1987. Wadotes saturnus ingår i släktet Wadotes och familjen mörkerspindlar. Inga underarter finns listade i Catalogue of Life.